# Giovanni Domenico Ferretti

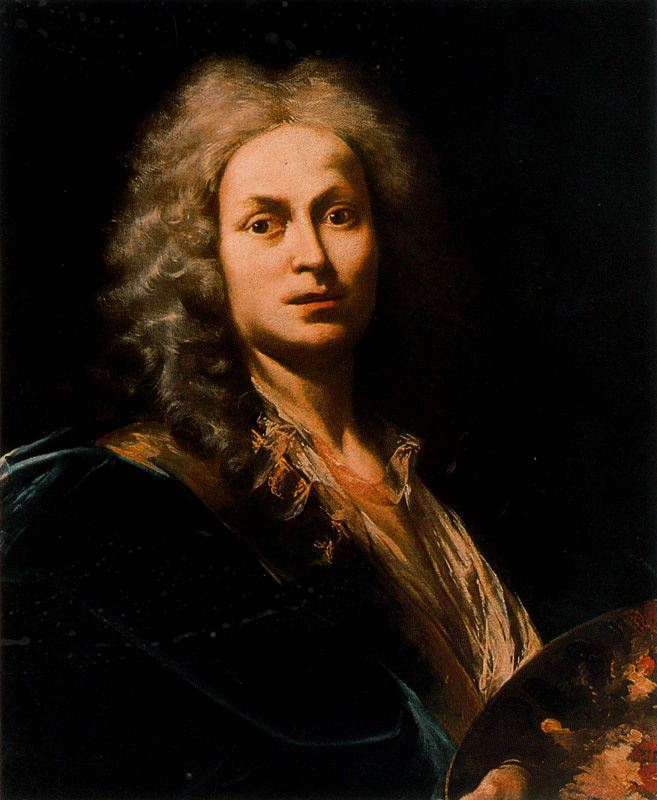
Selbstporträt

Giovanni Domenico Ferretti (* 1692 in Florenz; † 1768 ebenda) war ein italienischer Maler und gilt als einer der bedeutendsten Fresken- und Leinwandmaler des toskanischen Rokoko. Der Maler Giovanni Domenico Ferretti ist nicht zu verwechseln mit dem Bildhauer Domenico Ferretti (1702–1774).

## Leben
Da er aus einer emilianischen Familie stammte, ging Ferretti in Imola bei Francesco Chiusuri in die Lehre. Sein erster größerer Auftrag war die Ausgestaltung des Domes von Imola. Mit einem Empfehlungsschreiben des Bischofs von Bologna, Ulisse Giuseppe Gozzadini, kehrte Ferretti nach Florenz zurück. Dort malte er Fresken in vielen kleineren Kirchen und Privatkapellen.

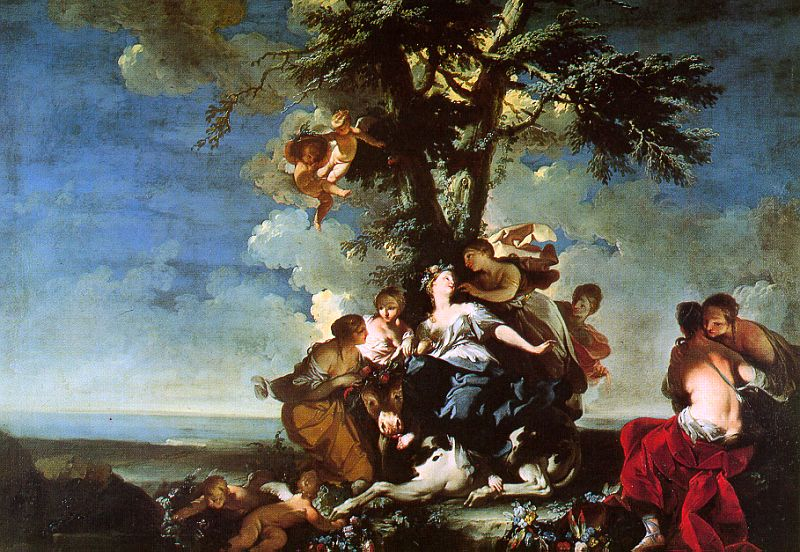
Der Raub der Europa

Größere Auftragsarbeiten waren zum Beispiel die in der Badia Fiorentina (einem Kloster). Arbeiten finden sich auch in Pistoia, Siena und Pescia. Als sein Hauptwerk gilt die Deckendekoration in der Kirche Santa Maria del Carmine in Florenz, an der er bis zu seinem Tod arbeitete. 1771, drei Jahre nach seinem Tod, wurde die Arbeit durch einen Brand völlig zerstört.